# Голубев, Константин Дмитриевич
Константи́н Дми́триевич Го́лубев (15 (27) марта 1896 года — 9 июня 1956 года) — советский военачальник, командующий армиями в годы Великой Отечественной войны. Генерал-лейтенант (1942).

## Биография

Могила К. Д. Голубева на Новодевичьем кладбище Москвы.

Родился 15 (27) марта 1896 года в городе Петровске ныне Саратовской области.
В Русской императорской армии с августа 1915 года. Вступил на службу вольноопределяющимся, до марта 1916 года служил в 185-м запасном полку, затем дослужившегося до ефрейтора Голубева отправили на учёбу. В 1916 году окончил Телавскую школу прапорщиков. После её окончания с июня 1916 года служил младшим офицером в 187-м запасном полку. С декабря 1916 года участвовал в Первой мировой войне младшим офицером и командиром роты 64-го Казанского пехотного полка 16-й пехотной дивизии в 11-й армии на Юго-Западном фронте. В одном из боёв в июне 1917 года поручик К. Д. Голубев был ранен и захвачен в плен. Содержался в госпитале для военнопленных, затем в лагерях военнопленных в Залаэгерсеге, Терезиенштадте, Рейхенберге. Освобождён из плена в июле 1918 года.
В Красной Армии с сентября 1918 года. Во время Гражданской войны служил сначала на 1-х Саратовских пехотно-пулемётных командных курсах (командир взвода, роты и батальона курсантов). С августа 1920 года командовал 6-м стрелковым полком Отдельной Восточной бригады курсантов. Участвовал в боях на Восточном фронте, в 1921 году — в Тифлисской операции. С июля 1921 года командовал бригадой курсантов в Отдельной Кавказской армии, с февраля 1922 — командир 2-й Московской бригады курсантов в 11-й армии. С июля 1923 — помощник начальника окружного управления военно-учебных заведений и помощник инспектора вузов Кавказской Краснознамённой армии. В том же году направлен учиться в академию.
В 1926 году окончил Военную академию РККА имени М. В. Фрунзе. С июня 1926 года служил командиром (с апреля 1927 — командиром-комиссаром) 23-го стрелкового полка 8-й Минской стрелковой дивизии Белорусского военного округа. С января 1928 года — начальник штаба 29-й стрелковой дивизии БВО, с июня 1929 — начальник Московской объединённой пехотной школы РККА имени М. Ю. Ашенбреннера. В это же время, в 1929 году окончил трёхмесячные курсы усовершенствования высшего комсостава при Военной академии РККА имени М. В. Фрунзе.
Из воспоминаний бывшего курсанта Московской объединённой пехотной школы РККА имени М. Ю. Ашенбреннера будущего генерала армии С. П. Иванова:

Школа располагалась в Лефортове, в помещении бывшего Алексеевского юнкерского училища. Возглавлял её в мою бытность комдив К. Д. Голубев. Он в первую мировую войну окончил школу прапорщиков, в чине поручика участвовал в боевых действиях. После революции сразу же перешёл на сторону народа ... В возрасте 22 лет командовал полком. В дальнейшем окончил Военную академию имени М. В. Фрунзе, был начальником штаба дивизии, а затем прибыл к нам, в школу. Это был широко образованный командир, наделенный прекрасными человеческими и организаторскими качествами.— Иванов С. П. Штаб армейский, штаб фронтовой. — М.: Воениздат, 1990. — С.9.
С февраля 1933 года — командир (с августа 1935 одновременно военный комиссар) 22-й стрелковой дивизии Северо-Кавказского военного округа. С марта 1936 года был начальником 2-го отдела Управления боевой подготовки РККА. В октябре 1938 года направлен на учёбу в Академию Генерального штаба РККА, где учился на ставшем позднее знаменитым «маршальском курсе» (на нём учились 4 будущих Маршалов Советского Союза, 6 генералов армии, 8 генерал-полковников, 1 адмирал). Но уже в феврале 1939 года направлен в Военную академию РККА имени М. В. Фрунзе старшим преподавателем, а затем начальником группы на кафедре армейских операций. Доцент (1939). Кандидат военных наук (1941).
18 марта 1941 года генерал-майор К. Д. Голубев назначен командующим 10-й армией Западного особого военного округа.
В начале Великой Отечественной войны 10-я армия в ходе приграничного сражения вела бои на Белостокском и Гродненском направлениях. После неудачной попытки фронтового контрудара 27 июня армия попала в окружение. При отходе в окружение 30 июня колонна штаба армии попала под немецкий удар и была рассеяна. Командарму Голубеву, нескольким другим высшим командирам и находившемуся в штабе армии маршалу Г. И. Кулику удалось встретить выходивший из окружений отряд пограничников. В составе этого небольшого отряда Голубеву удаётся 19 июля на Днепре выйти из окружения в полосе обороны 21-й армии.
По сведениям из Российского Государственного Военного Архива (ф. 38650, оп.1, д.851, л.160):

«…В августе 1941 г. был в окружении, находясь во главе группы бойцов, тов. ДОНЦЕВ с боями пробился из окружения не имея потерь среди личного состава. Одновременно тов. ДОНЦЕВ спас жизнь и вывел из окружения Генерал-Майора ГОЛУБЕВА и Начальника Военно-Воздушных сил 10-й армии, которые находились на одном из хуторов, в тылу противника……»

26 июля он назначается командующим 13-й армией Центрального фронта, участвовавшей в тот момент в битве под Смоленском. 25 августа снят с должности и отозван в распоряжение Народного комиссара обороны СССР.
15 октября 1941 года К. Д. Голубев назначен командующим 43-й армией, которая действовала на Западном, с 10 октября 1942 — Калининском, с 10 октября 1943 — 1-м Прибалтийском фронтах. Под его руководством армия участвовала в оборонительном и наступательном этапах битвы за Москву, в Ржевско-Вяземской (1942 года), Смоленской и Витебской наступательных операциях. Весной 1944 года в боях под Витебском генерал-лейтенант Голубев тяжело ранен и после излечения с мая до октября находился в распоряжении Ставки ВГК.
С октября 1944 года и до конца войны К. Д. Голубев — 1-й заместитель уполномоченного СНК СССР по делам репатриации советских граждан из Германии и союзных государств.
После войны до 1949 года на той же должности (в феврале 1949 года была переименована и далее именовалась: 1-й заместитель уполномоченного Совета Министров СССР по репатриации). С августа 1949 — старший преподаватель Высшей военной академии имени К. Е. Ворошилова. В январе 1953 года был уволен в отставку. Но через два года, в марте 1955 года вновь зачислен в кадры Советской Армии и назначен учёным секретарём Учёного совета Высшей военной академии имени К. Е. Ворошилова.
Скончался 9 июня 1956 года в Москве.
Из воспоминаний Маршала Советского Союза А. И. Ерёменко:

«Что я обнаружил в 43-й армии? Командующий армией генерал-лейтенант Голубев вместо заботы о войсках занялся обеспечением своей персоны. Он держал для личного довольствия одну, а иногда и две коровы (для производства свежего молока и масла), три-пять овец (для шашлыков), пару свиней (для колбас и окороков) и несколько кур. Это делалось у всех на виду, и фронт об этом знал.
КП Голубева, как трусливого человека, размещен в 25-30 км от переднего края и представляет собой укрепленный узел площадью 1-2 гектара, обнесенный в два ряда колючей проволокой. Посредине — новенький рубленный, с русской резьбой пятистенок, прямо-таки боярский теремок. В доме четыре комнаты, отделанные по последней моде, и подземелье из двух комнат, так что хватает помещений и для адъютантов, и для обслуживающих командующего лиц. Кроме того, построен домик для связных, ординарцев, кухни и охраны. Подземелье и ход в него отделаны лучше, чем московское метро. Построен маленький коптильный завод. Голубев очень любит копчености: колбасы, окорока, а в особенности рыбу, держит для этого человека, хорошо знающего ремесло копчения. Член военного совета армии Шабалов не отставал от командующего.
На это строительство затрачено много сил и средств, два инженерных батальона почти месяц трудились, чтобы возвести такой КП. Это делалось в то время, когда чувствовалась острая нехватка саперных частей для производства инженерных работ на переднем крае. Штрих ярко характеризует этих горе-руководителей. Шабалов по приказу должен заниматься тылами, но ему некогда, и тылы запущены, особо плохо выглядят дороги… В этой армии… от командарма до командиров частей каждый имеет свою личную кухню и большое количество людей, прикомандированных для обслуживания… Много семей комсостава приехало к офицерам — народ начал перестраиваться на мирный лад. Это очень плохо влияло на боеспособность войск».

## Воинские звания
- Комбриг (26.11.1935)
- Комдив (22.02.1938)
- Генерал-майор (4.06.1940)
- Генерал-лейтенант (13.06.1942)

## Награды
- орден Ленина (21.02.1945[6])
- четыре ордена Красного Знамени (22.02.1938, 21.02.1942, 3.11.1944[6], 20.06.1949[6])
- орден Кутузова 1-й степени (22.09.1943)[7]
- медали СССР

иностранные ордена
- Орден Virtuti Militari 3-й степени (Польша)
- Орден Крест Грюнвальда 2-й степени (Польша)
- Орден Партизанской Звезды 1-й степени (Югославия)
- Орден Белого льва «За Победу» 1-й степени (Чехословакия)
- Орден Белого льва II степени (14.10.1947, Чехословакия)[8]

## Источник
- Коллектив авторов. Великая Отечественная. Командармы. Военный биографический словарь / Под общей ред. М. Г. Вожакина. — М.; Жуковский: Кучково поле, 2005. — 408 с. — ISBN 5-86090-113-5.
- Военная энциклопедия: В 8 томах / Пред. Главной ред. комиссии П. С. Грачёв. Вавилония — Гюйс. — М.: Воениздат, 1994. — Т. 2. — С. 448. — 544 с. — 10 000 экз. — ISBN 5-203-00299-1.